# Nikolai Andreevici Rimski-Korsakov
Nikolai Andreevici Rimski-Korsakov (rusă Никола́й Андре́евич Ри́мский-Ко́рсаков, transliterat: Nikolai Andreevici Rimski-Korsakov), (n. 6 martie 1844 în Tihvin, lângă Sankt Petersburg - d. 8 iunie 1908 la Luga) a fost un mare compozitor rus.

## Biografie
Nikolai provine din familia de bază Rimski-Korsakov, ai cărei fii, conform tradiției, urmează o carieră în marina militară rusă. Părinții compozitorului erau amatori de muzică, au descoperit calitățile fiului și i-au sprijinit cariera lui muzicală.
În anul 1856, Rimski-Korsakov intră cadet la marina militară din Sankt Petersburg, școală pe care o termină în anul 1862. În timpul școlii de ofițeri, continuă să ia lecții de pian, este interesat însă și de celelalte instrumente muzicale care sunt folosite într-o orchestră de operă.
În toamna anului 1859, începe să ia lecții de pian de la Théodore Camille, unde îl cunoaște pe pianistul Balakirev și Cui. Încurajat de mentor și prietenii săi, începe să compună prima lui simfonie. În perioada anului 1865, viitorul compozitor este preocupat de muzica populară și muzica veche rusă. Rimski-Korsakov, în anul 1880, compune muzica de operă pentru piesa de teatru „Fulgi de zăpadă” scrisă de Alexandru Nikolaievici Ostrovski. Compozitorul devine în anul 1871 profesor la Conservatorul din Sankt Petersburg și, la sfârșitul aceluiași an, se va căsători cu Nadejda Purgold, care era la fel compozitoare și o pianistă excelentă.
Între anii 1874-1881 este directorul Școlii de Muzică Freis, fiind în același timp pedagog și dirijor. Prin reputația sa devine conducătorul grupei de muzicieni „Celor Cinci” dintre care face parte și Musorgski pe care-l sprijină. Compozițiile lui Rimski-Korsakov sunt influențate de Glinka, Balakirev, Berlioz și Liszt. Printre elevii săi au fost Glasunov, Grecianinov, Stravinski și Prokofjev, stilul lui Korsakov a influențat compozițiile lui Ravel, Debussy, Dukas și Ottorino Respighi.

## Lucrări
Rimski-Korsakow a creat 15 opere, diverse piese orchestrale, dintre care majoritatea sunt considerate muzică de program, dar și opere corale, lucrări de cameră, muzică pentru pian pentru două și patru mâini, cântece, transcripții și orchestrații.

### Opere
- Fata din Poskov (Псковитянка) după drama lui Lev Alecsandrovici Mei (1868–72, premiera 1873)
- Nobila Vera Șeloga (Боярыня Вера Шелога, 1877–78, premiera 1898)
- Noapte de mai (Майская ночь, 1878–79, premiera 1880)
- Crăiasa zăpezii (Снегурочка, 1880–81, premiera 1882)
- Mlada (Млада, 1889–90, premiera 1892)
- Noaptea de Ajun (Ночь перед Рождеством, 1894–95, premiera 1895)
- Sadko (1895–96, premiera 1898)
- Mozart și Salieri (Моцарт и Сальери, 1897, premiera 1898)
- Logodnica țarului (Царская невеста/Țarskaia nevesta), după drama lui Lev Alecsandrovici Mei (1898, premiera 1899)
- Poveste despre țarul Saltan (Сказка о царе Салтане/Skazka o țare Saltane, 1899–1900, premiera 1900 – conține ceea ce este probabil cea mai cunoscută lucrare a sa: Zborul cărăbușului)
- Servilia, (Сервилия), după drama lui Lev Alecsandrovici Mei (1900–01, premiera 1902)
- Koșcei nemuritorul (Кощей Бессмертный/Koșcei bessmertnîi, 1901–02, premiera 1902)
- Pan voievod (Пан воевода/Pan Voevoda, 1902–03, premiera 1904)
- Poveste despre orașul nevăzut Kitej și despre fecioara Fevronia (Сказание о невидимом граде Китеже и деве Февронии/Skazanie o nevidimom grade Kiteje i deve Fevronii, 1903–04, premiera 1907)
- Cocoșul de aur (Золотой петушок/Zolotoi petușok, 1906–07, premiera 1909)

### Simfonii
- Simfonia nr. 1 în mi bemol minor op. 1 (1861–65/1884) Sinfonie Nr. 1 es-Moll op. 1
- Sinfonia Nr. 2 op. 9 Suita simfonică Antar (1868/1875/1897)
- Sinfonia Nr. 3 în la minor și Do major (1866–73/1886/1899/1904–1906)

### Alte lucrări
- Uvertură pe teme rusești op. 28 (1866/1879–80)
- Sadko op. 5 (1867/1869/1892)
- Variații în sol minor pentru oboi și orchestră de suflători pe o temă de Mihail Glinka "Что красотка молодая / Cito krasotka molodaia" (tema, 12 variațiuni și final) (1878)
- Sinfonietta pe teme rusești, în a-Moll op. 31 (1880–1884)
- Kapricio na ispanskie temi (Capriccio espagnol) op. 34 (1887)
- Șeherezada. (Шехеразада) Suită simfonică op. 35 (1888)
- Svetlîi prazdnik (Светлый праздник), uvertura op. 36 (1888)